# 謝建雍
謝建雍為中國清朝武官官員，本籍福建省漳州府詔安縣銅山。
行伍出身的謝建雍於1829年（道光9年）奉旨接替邵永福，於台灣地區擔任台灣水師協副將。而隸屬台灣鎮之下的此官職是台灣清治時期的這階段，全台灣的海防軍事層級最高武將，其統帥三標水營，數千名水師兵勇。是年五月，升艋舺營參將。
謝建雍是前臺灣民進黨主席、行政院長謝長廷的祖先。
| 前任： 邵永福 | 台灣水師協副將 1829年上任 | 繼任： 周承恩 |

| 前任： 楊武鎮 | 澎湖水師協副將 1832年上任 | 繼任： 陳景嵐 |